# Takasima Minako
Takasima Minako (高嶋 美奈子; Hepburn: Takashima Minako) (Japán, 20. század –) japán válogatott labdarúgó.

## Klub
A labdarúgást a Nissan FC Ladies csapatában kezdte. 1994-ben a Shiroki FC Serena csapatához szerződött.

## Nemzeti válogatott
1994-ben debütált a japán válogatottban. A japán válogatottban 1 mérkőzést játszott.

## Statisztika
| Japán válogatott | Japán válogatott | Japán válogatott |
| Időszak          | Mérk.            | gól              |
| ---------------- | ---------------- | ---------------- |
| 1994             | 1                | 0                |
| Összesen         | 1                | 0                |